# 唐榮 (弘治進士)
唐榮（1461年—？），字仁夫，廣西柳州府融縣人，民籍，明朝政治人物。

## 生平
廣西鄉試第三十二名舉人。弘治九年（1496年）中式丙辰科會試第一百八十名，三甲第一百八十一名進士。正德五年（1510年）九月由工部郎中升南京光禄寺少卿，十年五月考察以浮躁浅露降调为武冈州知州，十二年二月因其子唐一元娶岷王女永明郡主，調别任。

## 家族
曾祖唐谷亮；祖父唐思成；父唐宗讓，母秦氏。永感下。